# Баракальдо (футбольный клуб)
«Баракальдо» (баск. и исп. Barakaldo CF) — испанский футбольный клуб из одноимённого города, в провинции Бискайя. Клуб основан в 1917 году, домашние матчи проводит на стадионе «Нуэво Ласесарре», вмещающем 7 960 зрителей. В Примере и команда никогда не выступала, лучшим результатом является 4-е место в Сегунде в сезоне 1953/54.

## Прежние названия
- 1917—1940 — «Баракальдо»
- 1940—1943 — «Баракальдо Ориаменди»
- 1943—1971 — «Баракальдо Альтос Хорнос»
- 1971 — «Баракальдо»

## Сезоны по дивизионам
- Сегунда — 28 сезонов
- Сегунда B — 31 сезон
- Терсера — 26 сезонов

## Достижения
- Сегунда B
  - Победитель (2): 1979/80